# Wierzbowo (powiat działdowski)
Wierzbowo (niem. Wiersbau) – wieś w Polsce położona w województwie warmińsko-mazurskim, w powiecie działdowskim, w gminie Iłowo-Osada.
W latach 1975–1998 miejscowość należała administracyjnie do województwa ciechanowskiego.

## Rys historyczny
Historia wsi sięga czasów średniowiecznych. W roku 1351 komtur ostródzki Günter von Hohenstein nadał 27 włók na prawie pruskim Marcinowi z Wierzbowa.
Z zabytków do czasów dzisiejszych zachowały się zabudowania folwarku, a wśród nich dawny dwór (częściowa ruina).
Przed wojną majątek należał do rodziny Szymańskich, znanej z propolskiej działalności.

## Bibliografia

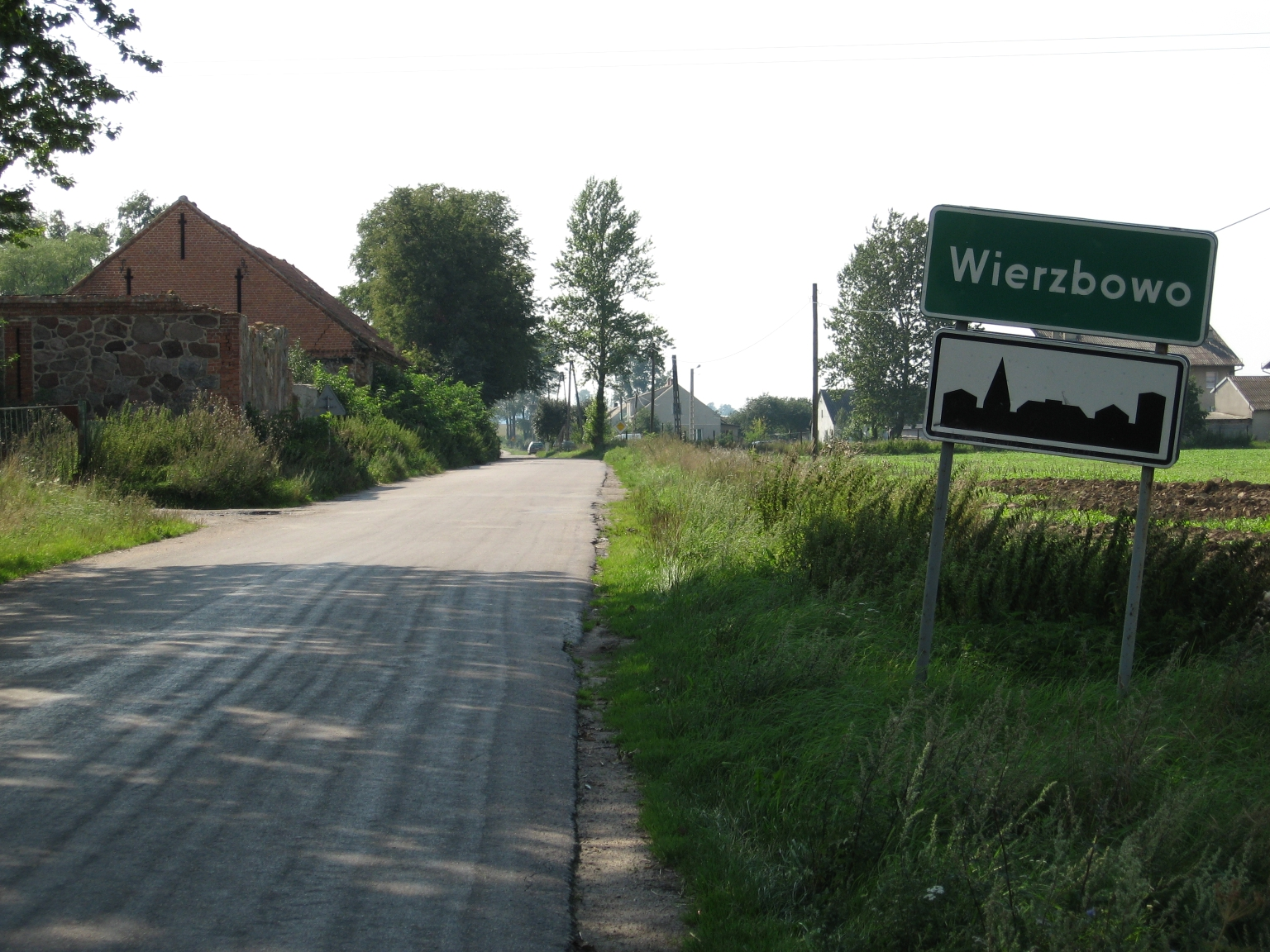
Wjazd do Wierzbowa od strony Narzymia